# William Golding
Sir William Gerald Golding (19 tháng 9 năm 1911 – 19 tháng 6 năm 1993) là nhà văn, nhà thơ Anh đoạt giải Nobel Văn học năm 1983.

## Tiểu sử
William Golding sinh ở Newquay, Cornwall, cha là giáo viên. Theo nguyện vọng của cha, sau khi tốt nghiệp trung học trường Marlborough, Golding đã theo học Cao đẳng Brasenose, ngành khoa học tự nhiên. Nhưng chỉ được một thời gian ngắn, ông đã chuyển sang khoa văn của Đại học Oxford để thực hiện ước mơ trở thành nhà văn từ năm lên bảy tuổi. Năm 1934, đang là sinh viên, ông đã xuất bản được tập thơ đầu tiên. Nhưng sau khi ra trường ông vẫn phải làm giáo viên trong một thời gian dài. Thời kì này ông đã viết kịch và tự dàn dựng chúng trong một nhà hát nhỏ ở London.
Chiến tranh thế giới thứ hai bùng nổ, ông gia nhập Hải quân Hoàng gia Anh, làm thuyền trưởng một tàu hỏa tiễn, tham gia nhiều trận đánh quan trọng, đồng thời tranh thủ thời gian rỗi nghiên cứu ngôn ngữ và văn học Hy Lạp. Sau chiến tranh ông trở lại với nghề dạy học và tiếp tục viết văn. Tiểu thuyết đầu tiên của ông có tựa đề Lord of the Flies (Chúa Ruồi) xuất bản năm 1954 (dựng thành phim năm 1963) kể về những cậu bé Anh thời chiến tranh tìm đến một hòn đảo không người ở và, trong môi trường không có người lớn, đã tỏ ra cứng rắn không ngờ. Ban đầu cuốn tiểu thuyết bị 21 nhà xuất bản từ chối, nhưng sau khi in, nó lại trở nên nổi tiếng ngay lập tức, bán được hơn hai mươi triệu bản ở Anh, Mỹ và được coi là kiệt tác của thế kỉ 20. Thành công của cuốn tiểu thuyết giúp Golding bỏ được nghề dạy học, dồn sức cho nghề viết văn từ năm 1961.
Hàng loạt tiểu thuyết nổi tiếng ra đời sau đó như The Inheritors (Những người thừa kế, 1955), Pincher Martin (1956), Free Fall (Rơi tự do, 1959) và The Spire (Ngọn tháp, 1964) được một số nhà phê bình coi là đỉnh điểm trong sáng tác của ông. Năm 1980, sách đầu của bộ ba To the Ends of the Earth (Đến tận cùng của Trái Đất) thể hiện lòng say mê của ông với đề tài về biển đã đoạt giải Booker khối Thịnh vượng chung Anh. Năm 1983, ông nhận giải Nobel Văn học của Viện Hàn lâm Thụy Điển. Đây là một bất ngờ đối với công chúng bởi thời điểm đó nhà văn nổi tiếng thế giới Graham Greene được coi là ứng cử viên sáng giá nhất trong số các nhà văn Anh. Một năm sau đó, William Golding xuất bản đồng thời tại Anh và Mỹ tiểu thuyết The Paper Men (Những người đàn ông bằng giấy) và đã gây ra những đánh giá hết sức khác nhau từ phía dư luận. Năm 1988, ông được Nữ hoàng Anh phong tước Hiệp sĩ.
William Golding mất tại nhà riêng ở Perranarworthal, năm 1993. Cuốn tiểu thuyết cuối cùng của ông The Double Tongue (Lưỡi kép) được xuất sau đó 2 năm.

## Tác phẩm
- Poems (Thơ, 1953), thơ
- Lord of the Flies (Chúa Ruồi, 1954), tiểu thuyết
- The Inheritors (Những người thừa kế, 1955), tiểu thuyết
- Pincher Martin (1956), tiểu thuyết
- The Brass Butterfly (Bướm đồng thau, 1958), kịch
- Free Fall (Rơi tự do, 1959), tiểu thuyết
- The spire (Ngọn tháp, 1964), tiểu thuyết
- The Hot Gates (Những cánh cổng nóng bỏng, 1965), tập bút ký, tiểu luận
- The Pyramid (Kim tự tháp, 1967), tiểu thuyết
- Scorpion God (Thần bọ cạp, 1971), tập truyện ngắn
- Darkness Visible (Bóng tối nhìn thấy được, 1979), tiểu thuyết
- Rites of Passage (Những nghi lễ của chuyến đi, 1980, tiểu thuyết, bộ ba To the Ends of the Earth
- A Moving Target (Một mục tiêu di động, 1982), tiểu luận
- The Paper Men (Những người đàn ông bằng giấy, 1984), tiểu thuyết
- Close Quarters (Những khu phố chật, 1987), tiểu thuyết, bộ ba To the Ends of the Earth
- Fire Down Below (Lửa dưới hầm tàu, 1989), tiểu thuyết, bộ ba To the Ends of the Earth
- The Double Tongue (Lưỡi kép, 1995), tiểu thuyết